# Flughafen Pakyong

i8
i11
i13
Der ca. 1400 m hoch gelegene Flughafen Pakyong (englisch Pakyong Airport, manchmal auch Gangtok Airport) ist ein nationaler Flughafen ca. 30 km (Fahrtstrecke) südlich der Stadt Gangtok beim Ort Pakyong im nordindischen Bundesstaat Sikkim.

## Geschichte
Im gesamten Bergland von Sikkim gab es keinen Flughafen. Erst im Jahr 2009 wurde der Grundstein für den Bau des Flughafens Pakyong gelegt; nach Bürgerprotesten und Erdrutschen verzögerte sich der Baufortschritt bis zum Herbst 2015. Erst im Jahr 2018 konnte versuchsweise der Passagierverkehr aufgenommen werden, doch erfolgte die offizielle Einweihung erst im Januar 2021.

## Verbindungen
Derzeit gibt es lediglich einmal tägliche Linienflüge nach Delhi und Kolkata.

## Sonstiges
- Betreiber des Flughafens ist die Airports Authority of India.
- Die 1700 m lange und nur für Turboprop-Maschinen geeignete Start- und Landebahn ist mit ILS ausgestattet.